# Albanerpetontidae
Albanerpetontidae é uma família extinta de lissanfíbios superficialmente semelhantes a salamandras. Inclui quatro géneros – Albanerpeton, Anoualerpeton, Celtedens, and Wesserpeton – e entre 10 a 20 espécies conhecidas, abarcando um período de cerca de 160 milhões de anos desde o Bathoniano do Jurássico Médio até ao fim do Pliocénico, cerca de 2,5 milhões de anos atrás. Durante muito tempo, pensava-se que os Albanerpetontídeos eram salamandras devido ao seu pequeno tamanho e plano corporal generalizado. Contudo, pensa-se agora que estas características são ancestrais nos lissanfíbios e não é indicativo de uma relação próxima entre os dois grupos. Uma das coisas que as fez diferentes das salamandras era a sua pele que estava coberta de escamas ósseas. Albanerpetontídeos são agora reconhecidos como um clado distinto de lissanfíbios separados das três ordens de anfíbios - Anura (rãs), Caudata (salamandras) e Gymnophiona (cecílias). Pensa-se que sejam mais próximas de rãs e salamandras do que de cecílias.